# Miranda Giambelli
Miranda Giambelli (Canberra, 22 maggio 1992) è una judoka italiana naturalizzata australiana.

## Biografia

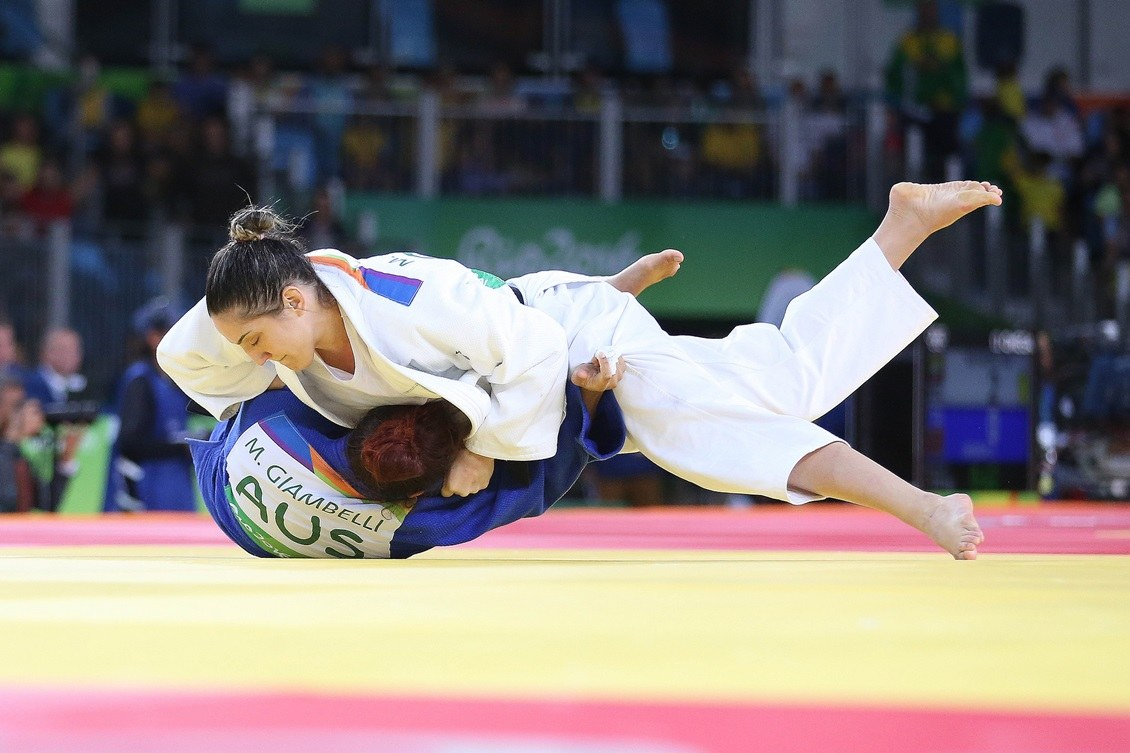
Miranda Giambelli (in basso) combatte contro Mayra Aguiar durante le Olimpiadi di Rio 2016

Nata a Canberra in Australia, da padre italiano e madre indonesiana, è cresciuta a Cinisello Balsamo, in provincia di Milano, dove si allena sotto la direzione di Diego Brambilla. Nel 2010 ha ottenuto la doppia cittadinanza, unendo a quella italiana quella australiana. 
Ha combattuto, nella categoria 78 kg, per la nazionale italiana fino al 2013. L'anno successivo è passata a quella australiana, con la quale ha gareggiato alle Olimpiadi di Rio nel 2016.

## Palmarès
Campionati continentali
- 1ª classificata, Oceania - Nouvelle 2015
- 1ª classificata, Oceania - Canberra 2016

Open continentali
- 5ª classificata, Africa - Port Louis 2014
- 2ª classificata, Oceania - Wollongong 2014
- 7ª classificata, Africa - Casablanca 2015
- 7ª classificata, Europa - Cluj Napoca 2015
- 2ª classificata, Oceania - Wollongong 2015

European Cup senior
- 1ª classificata, Europa - Bratislava 2014
- 3ª classificata, Europa - Uster 2015
- 2ª classificata, Europa - Sindelfingen 2015

Tornei internazionali
- 1ª classificata, Sesto San Giovanni 2012
- 1ª classificata, International Tournament Vittorio Veneto 2013
- 1ª classificata, Sydney International Open 2013
- 1ª classificata, ACT International Open Canberra

Campionati nazionali
- 3ª classificata, Italia - Novara 2011
- 2ª classificata, Australia - Wollongong 2015